# Mycalesis oculus
Mycalesis oculus là một loài bướm trong phân họ Satyrinae được tìm thấy ở miền nam Ấn Độ.